# Naama (Bibel)
Naama (hebräisch נַעֲמָה „Liebliche“), auch Naema, ist ein Wort, das in der Hebräischen Bibel als Name von zwei Frauen, einer Ortschaft und einer Landschaft vorkommt.

## Nachfahrin des Kain
In Gen 4,22  findet Naama als gemeinsame Tochter des Lamech und der Zilla Erwähnung. Diese stammte demnach von Adam und Evas ältestem Sohn Kain ab. Naamas Bruder war Tubal-Kain, der als Stammvater aller Schmiede und Metallhandwerker gilt. Die Bibel erwähnt auch zwei Halbbrüder Naamas, Jabal und Jubal. Naama ist die einzige Frau in der biblischen Urgeschichte, die als Tochter einer anderen Person erscheint; gewöhnlich werden nur (erstgeborene) Söhne erwähnt. Ein besonderer Grund für ihre Erwähnung wird allerdings nicht genannt. In den Kommentaren zum Tanach des Schlomo ben Jizchak, einem bedeutenden Rabbiner des 11. und frühen 12. Jahrhunderts, erscheint sie deshalb als Frau des Noach, deren Name in der Bibel ansonsten ungenannt bleibt.
Nach dem mittelalterlichen Gelehrten Gregorius Bar-Hebraeus (1225/26–1286) lehrte Naama die Frauen, sich schön zu kleiden und zu frisieren, zu singen und zu tanzen. Sie soll auch die Schminke erfunden haben. Naama war die erste der Frauen, die später als „Töchter des Kains“ bezeichnet wurden und die Tradition der arabischen Singmädchen (Qiyan) eröffneten. Die Qiyan sorgten mit ihrer Gesangskunst und ihren weiblichen Reizen in Weinschenken und herrschaftlichen Festveranstaltungen für die Unterhaltung der männlichen Gäste. Ihre drei Brüder Jubal, Jabal und Tubal-Kain gelten zusammen als Erfinder der Musik, insbesondere der Leier Kinnor, sowie daneben auch des Schmiedehandwerks und der nomadischen Eselszucht.

## Weitere biblische Erwähnungen
- In 1 Kön 14,31 EU wird eine Ammoniterin namens Naama als Nebenfrau des Königs Salomo und Mutter Rehabeams von Juda genannt.
- In Jos 15,41 EU wird eine Stadt Naama in der Schefela erwähnt, die zum Gebiet des Stammes Juda gehörte.
- In Hi 2,11 EU heißt die Landschaft, aus der einer der drei Freunde Ijobs stammte, Naama. Diese wird im Nordwesten Arabiens vermutet.